# フェルディナント・グラフ・スピー
フェルディナント・グラフ（伯爵）・フォン・スピー（Ferdinand Graf von Spee、1855年 - 1937年）はドイツの解剖学者。スピーの彎曲を発見したことで知られる。

## 略歴
- 1855年 生誕
- 1890年 スピーの彎曲を発見する。
- 1937年 没する